# دوسپات
دوسپات شهری در استان اسمولیان کشور بلغارستان است که جمعیت آن در سال ۲۰۰۱ میلادی ۲٬۶۹۳ نفر بوده‌است.